# Longueuil (terytorium równoważne)
Longueuil – terytorium równoważne z regionalną gminą hrabstwa (territoire équivalent à une municipalité régionale de comté, TÉ) w regionie administracyjnym Montérégie prowincji Quebec, w Kanadzie. Gminy nie wchodzące w skład żadnej regionalnej gminy hrabstwa łączy się w TÉ głównie do celów statystycznych.
Terytorium ma 399 097 mieszkańców. Język francuski jest językiem ojczystym dla 76,3%, angielski dla 7,7%, hiszpański dla 2,8%, arabski dla 2,1% mieszkańców (2011).
W skład terytorium wchodzą:
- miasto Longueuil (w którym mieszka 57,98% ludności całego TÉ)
- miasto Boucherville
- miasto Brossard
- miasto Saint-Lambert
- miasto Saint-Bruno-de-Montarville.